# Christine Chaladyniak
Christine Chaladyniak (* 15. Juni 1968) ist eine ehemalige deutsche Fußballspielerin.

## Karriere

### Vereine
Chaladyniak begann 15-jährig beim FC Finnentrop mit dem Fußballspielen. Im Alter von 16 Jahren gelangte sie zur Frauenfußballabteilung des TSV Siegen und blieb dem Verein – auch nach Übernahme durch die Sportfreunde Siegen kurz vor Saisonbeginn 1996/97 – bis zum Saisonende 2001/02, mit dem sie ihre Karriere beendete, treu.
Während ihrer Vereinszugehörigkeit gewann sie als  Stürmerin mit ihrer Mannschaft zunächst – und bis zum Aufstieg in die seinerzeit zweigleisige Bundesliga – viermal die regionale Meisterschaft im Westen und fünfmal den Westfalenpokal, dessen Gewinn jeweils zur Teilnahme an der Endrunde um den nationalen Vereinspokal berechtigte. Bei den fünf Teilnahmen, erreichte ihre Mannschaft viermal das Finale, das auch jedes Mal erfolgreich – die ersten beiden Male unter ihrer Mitwirkung – beendet werden konnte. Zudem wurde die erste und zweite Finalteilnahme an der Endrunde um die Deutsche Meisterschaft jeweils im heimischen Leimbachstadion mit 2:1 gegen den FSV Frankfurt und mit 3:0 gegen die SSG 09 Bergisch Gladbach dem Titelgewinn abgeschlossen.
Von 1990 bis 1997 bestritt sie in der Gruppe Nord der seinerzeit zweigleisigen Bundesliga ihre Punktspiele. In diesem Zeitraum viermal als Gruppensieger und einmal als Gruppenzweiter hervorgegangen, erreichte ihre Mannschaft fünfmal das Finale um die Deutsche Meisterschaft, viermal davon in Folge und viermal insgesamt als Sieger. Aus vier Pokalfinalspielen ging ihre Mannschaft einzig 1993 als Sieger hervor.
Es folgten vier Saisons in der ab der Saison 1997/98 aus zwölf Mannschaften bestehenden eingleisigen Bundesliga. Mit Platz fünf, Vier, Vier und Acht hielt der Verein die Klasse, doch am Ende der letzten Saison erhielt der Verein keine Lizenz für die kommende Bundesligasaison und stieg unter diesen Umständen in die Regionalliga West ab. Mit Platz zwei am Saisonende beendete Chaladyniak ihre Spielerkarriere.

### Nationalmannschaft
Chaladyniak bestritt zwei Länderspiele für die A-Nationalmannschaft. Ihr Debüt als Nationalspielerin gab sie am 15. April 1986 in Straubing beim 2:1-Sieg im Testspiel gegen die Nationalmannschaft Ungarns in der ersten Halbzeit. Ihren letzten Einsatz für die DFB-Elf hatte sie am 30. Juni 1996 in Pforzheim beim 3:0-Sieg im Testspiel gegen die Nationalmannschaft Islands. Damit hält sie den Rekord für den längsten Abstand zwischen zwei Länderspieleinsätzen.

## Erfolge
- Deutscher Meister 1987, 1990, 1991, 1992, 1994, 1996
- DFB-Pokal-Sieger 1986, 1987, 1988, 1989, 1993
- Meister Regionalliga West 1986, 1987, 1989, 1990
- Westfalenpokal-Sieger 1986, 1987, 1988, 1989, 1990